# Amata heptaspila
Amata heptaspila är en fjärilsart som beskrevs av Turner 1905. Amata heptaspila ingår i släktet Amata och familjen björnspinnare. Inga underarter finns listade i Catalogue of Life.